# Jörgen Edman
Lars Jörgen Edman, född 18 mars 1944 i Engelbrekts församling, är en svensk sångare. 
Jörgen Edman spelade in ett par duetter tillsammans med Agnetha Fältskog,  Sjung denna sång  och Någonting händer med mig, 1968. Han har spelat in ett stort antal soloplattor under andra hälften av 1960-talet och början på 70-talet, samt flera  duetter med Barbro Skinnar. Han har senare spelat in ”Ur svenska hjärtans djup” och skivan ”O Helga Natt, Jörgen Edman & kören Ad Libitum, liveinspelad i Ansgarskyrkan i Linköping 1976.
Sjöng i gruppen "Polarna & Jörgen Edman" fram till slutet av 80-talet, vilka bland annat deltog i Melodifestivalen 1978 med låten Lilla stjärna.
Polarna & Jörgen Edman spelade på stadshotellet i filmen  Repmånad.
Låtarna som framförs i filmen "Repmånad" är Eva (strippan från Trosa), Välkommen hem och Vid mitt fönster.